# Eccellenza Campania 1994-1995
L'Eccellenza Campania 1994-1995 è stata la quarta edizione del campionato italiano di calcio di categoria. Gestita dal Comitato Regionale Campania della Lega Nazionale Dilettanti, la competizione rappresentava il sesto livello del calcio italiano e il primo livello regionale. Parteciparono complessivamente 32 squadre, divise in due gironi.
Al termine della stagione sono state promosse alla categoria superiore Giugliano, Giovani Lauro e Terzigno: le prime due come vincitrici dei due gironi in cui è strutturata la competizione, la terza come vincitrice dei play-off nazionali.

## Stagione

### Novità
Al termine della stagione precedente, lasciarono il campionato di Eccellenza Campania: le promosse Boys Caivanese, Comprensorio Puteolano, Cavese; il ripescato Pro Salerno; le retrocesse Junior Castelvolturno, Gladiator, Real Aversa, Maiori, Sapri Golfo Policastro, Felice Scandone. Dal Campionato Nazionale Dilettanti retrocedettero due squadre campane, l'Arzanese e la Paganese, mentre dalla categoria inferiore salirono Maddalonese, Sorrento, Irpinia e Pontecagnano Faiano, alle quali si aggiunsero le ripescate Pietramelara, Sanità, Cilento, Audax Salerno.

### Formula
La competizione era divisa in due gironi da sedici squadre ciascuno. I gironi furono stilati attraverso criteri geografici: nel girone A furono inserite compagini dell'hinterland napoletano e casertano; nel girone B parteciparono squadre dalle provincie di Salerno e Avellino, più le rimanenti squadre del napoletano, sponda vesuviana.
Le squadre si affrontarono in gare di andata e ritorno, per un totale di 30 incontri per squadra. Erano assegnati due punti per la vittoria, uno per il pareggio e zero per la sconfitta. Per l'accesso alla categoria superiore, il campionato prevedeva la promozione diretta per la vincitrice di ciascun girone, mentre alle seconde classificate era garantito l'accesso ai play-off nazionali. Per quanto riguarda il sistema delle retrocessioni, la formula prevedeva il passaggio al campionato di Promozione per le ultime tre classificate di ciascun girone. In caso di arrivo a pari punti di due o più squadre in una posizione valevole per la promozione o la retrocessione era prevista la formula dello spareggio per decretare il piazzamento finale delle squadre.

## Girone A

### Squadre partecipanti
| Club           | Città                      | Stagione 1993-1994           |
| -------------- | -------------------------- | ---------------------------- |
| Afragolese     | Afragola (NA)              | 9° in Eccellenza Campania/A  |
| Arzanese       | Arzano (NA)                | 18° nel C.N.D./G             |
| Boscoreale     | Boscoreale (NA)            | 8° in Eccellenza Campania/B  |
| Campania       | Napoli (NA)                | 12° in Eccellenza Campania/A |
| Ercolanese     | Ercolano (NA)              | 8° in Eccellenza Campania/A  |
| Frattese Club  | Pozzuoli (NA)              | 3° in Eccellenza Campania/A  |
| Giugliano      | Giugliano in Campania (NA) | 7° in Eccellenza Campania/A  |
| Maddalonese    | Maddaloni (CE)             | 1° in Promozione Campania/A  |
| Melito         | Melito di Napoli (NA)      | 6° in Eccellenza Campania/A  |
| Pietramelara   | Pietramelara (CE)          | 2° in Promozione Campania/A  |
| Sanità         | Napoli                     | 5° in Promozione Campania/B  |
| San Pietro     | Napoli                     | 11° in Eccellenza Campania/A |
| Sibilla Bacoli | Bacoli (NA)                | 13° in Eccellenza Campania/A |
| Stasia         | Sant'Anastasia (NA)        | 11° in Eccellenza Campania/B |
| Sud Marcianise | Marcianise (CE)            | 4° in Eccellenza Campania/A  |
| Terzigno       | Terzigno (NA)              | 5° in Eccellenza Campania/A  |

### Classifica finale
|  | Pos. | Squadra        | Pt | G  | V  | N  | P  | GF | GS | DR  |
|  | ---- | -------------- | -- | -- | -- | -- | -- | -- | -- | --- |
|  | 1.   | Giugliano      | 49 | 30 | 19 | 11 | 0  | 59 | 15 | +44 |
|  | 2.   | Terzigno       | 46 | 30 | 19 | 8  | 3  | 51 | 17 | +34 |
|  | 3.   | Frattese Club  | 38 | 30 | 12 | 14 | 4  | 47 | 28 | +19 |
|  | 4.   | Ercolanese     | 34 | 30 | 12 | 10 | 8  | 41 | 28 | +13 |
|  | 5.   | Sanità         | 31 | 30 | 10 | 11 | 9  | 35 | 37 | -2  |
|  | 6.   | Melito         | 29 | 30 | 8  | 13 | 9  | 42 | 38 | +4  |
|  | 7.   | Boscoreale     | 29 | 30 | 7  | 15 | 8  | 35 | 32 | +3  |
|  | 8.   | Sud Marcianise | 29 | 30 | 10 | 9  | 11 | 35 | 33 | +2  |
|  | 9.   | Maddalonese    | 29 | 30 | 12 | 5  | 13 | 34 | 43 | -9  |
|  | 10.  | San Pietro     | 28 | 30 | 8  | 12 | 10 | 22 | 22 | 0   |
|  | 11.  | Arzanese       | 27 | 30 | 8  | 11 | 11 | 25 | 29 | -4  |
|  | 12.  | Stasia         | 27 | 30 | 5  | 17 | 8  | 23 | 27 | -4  |
|  | 13.  | Pietramelara   | 26 | 30 | 7  | 12 | 11 | 24 | 38 | -14 |
|  | 14.  | Sibilla Bacoli | 24 | 30 | 7  | 10 | 13 | 32 | 52 | -20 |
|  | 15.  | Campania       | 20 | 30 | 5  | 10 | 15 | 19 | 38 | -19 |
|  | 16.  | Afragolese     | 13 | 30 | 3  | 8  | 19 | 14 | 61 | -47 |

Legenda:

      Promosse al Campionato Nazionale Dilettanti 1995-1996.

      Retrocesse in Promozione 1995-1996.

Note:

Due punti a vittoria, uno a pareggio, zero a sconfitta.
- Afragolese penalizzata di 1 punto.

### Verdetti finali
- Giugliano e, dopo i play-off nazionali, Terzigno promossi al Campionato Nazionale Dilettanti.
- Sibilla Bacoli, Campania e Afragolese retrocessi in Promozione.

## Girone B

### Squadre partecipanti
| Club                | Città                    | Stagione 1993-1994           |
| ------------------- | ------------------------ | ---------------------------- |
| Angri               | Angri (SA)               | 10° in Eccellenza Campania/B |
| Ariano Valle Ufita  | Ariano Irpino (AV)       | 6° in Eccellenza Campania/B  |
| Audax Salerno       | Salerno                  | 6° in Promozione Campania/D  |
| Castel San Giorgio  | Castel San Giorgio (SA)  | 9° in Eccellenza Campania/B  |
| Cilento             | Castelnuovo Cilento (SA) | 2° in Promozione Campania/D  |
| Gelbison            | Vallo della Lucania (SA) | 12° in Eccellenza Campania/B |
| Giovani Lauro       | Cardito (NA)             | 3° in Eccellenza Campania/B  |
| Gragnano            | Gragnano (NA)            | 10° in Eccellenza Campania/A |
| Grotta              | Grottaminarda (AV)       | 4° in Eccellenza Campania/B  |
| Irpinia             | Mercogliano (AV)         | 1° in Promozione Campania/C  |
| Libertas Alfaterna  | Nocera Inferiore (SA)    | 7° in Eccellenza Campania/B  |
| Paganese            | Pagani (SA)              | 10° nel C.N.D./H             |
| Pontecagnano Faiano | Pontecagnano Faiano (SA) | 1° in Promozione Campania/D  |
| Poseidon            | Paestum (SA)             | 13° in Eccellenza Campania/B |
| Solofra             | Solofra (AV)             | 5° in Eccellenza Campania/B  |
| Sorrento            | Sorrento (NA)            | 1° in Promozione Campania/B  |

### Classifica finale
|  | Pos. | Squadra            | Pt | G  | V  | N  | P  | GF | GS | DR  |
|  | ---- | ------------------ | -- | -- | -- | -- | -- | -- | -- | --- |
|  | 1.   | Giovani Lauro      | 48 | 30 | 21 | 6  | 3  | 54 | 9  | +45 |
|  | 2.   | Gragnano           | 48 | 30 | 22 | 4  | 4  | 52 | 24 | +28 |
|  | 3.   | Paganese           | 45 | 30 | 19 | 7  | 4  | 50 | 17 | +33 |
|  | 4.   | Solofra            | 42 | 30 | 18 | 6  | 6  | 55 | 18 | +37 |
|  | 5.   | Grotta             | 36 | 30 | 14 | 8  | 8  | 39 | 24 | +15 |
|  | 6.   | Sorrento           | 34 | 30 | 11 | 12 | 7  | 35 | 31 | +4  |
|  | 7.   | Angri              | 27 | 30 | 8  | 11 | 11 | 31 | 34 | -3  |
|  | 8.   | Gelbison           | 26 | 30 | 10 | 6  | 14 | 28 | 39 | -11 |
|  | 9.   | Irpinia            | 25 | 30 | 8  | 9  | 13 | 25 | 37 | -12 |
|  | 10.  | Castel San Giorgio | 24 | 30 | 10 | 4  | 16 | 28 | 39 | -11 |
|  | 11.  | Cilento            | 24 | 30 | 9  | 6  | 15 | 24 | 46 | -22 |
|  | 12.  | Audax Salerno      | 23 | 30 | 8  | 7  | 15 | 30 | 41 | -11 |
|  | 13.  | Poseidon           | 22 | 30 | 8  | 6  | 16 | 30 | 50 | -20 |
|  | 14.  | Ariano Valle Ufita | 21 | 30 | 6  | 9  | 15 | 25 | 39 | -14 |
|  | 15.  | Pontecagnano       | 18 | 30 | 5  | 8  | 17 | 17 | 45 | -28 |
|  | 16.  | Libertas Alfaterna | 17 | 30 | 5  | 7  | 18 | 21 | 51 | -30 |

Legenda:

      Promossa al Campionato Nazionale Dilettanti 1995-1996.

      Eliminata ai play-off nazionali.

      Retrocesse in Promozione 1995-1996.

Note:

Due punti a vittoria, uno a pareggio, zero a sconfitta.

### Spareggi

#### Spareggio promozione
| Squadra 1     | Risultato | Squadra 2 |
| ------------- | --------- | --------- |
| Giovani Lauro | 2 - 1     | Gragnano  |

| ??? 1995 | Giovani Lauro | 2 – 1 | Gragnano |  |

### Verdetti
- Giovani Lauro promosso al Campionato Nazionale Dilettanti dopo lo spareggio promozione.
- Gragnano eliminato ai play-off nazionali.
- Pontecagnano Faiano e Libertas Alfaterna retrocessi in Promozione.
- Ariano Valle Ufita inizialmente retrocesso in Promozione, viene successivamente ripescato.